# روبن كريستوفر (ممثلة)
روبن كريستوفر (بالإنجليزية: Robin Christopher)‏ هي ممثلة أمريكية، ولدت في 18 يونيو 1965 في رفير في الولايات المتحدة.

## أعمال

### مسلسلات
- عالم آخر

## وصلات خارجية
- روبن كريستوفر (ممثلة) على موقع IMDb (الإنجليزية)
- روبن كريستوفر (ممثلة) على موقع قاعدة بيانات الأفلام السويدية (السويدية)
- روبن كريستوفر (ممثلة) على موقع قاعدة بيانات الفيلم (الإنجليزية)